# 빈타인현 (빈딘성)
빈타인현(베트남어: Huyện Vĩnh Thạnh / 縣永盛)은 베트남 남중부 지방 빈딘성의 현이다.

## 행정 구역
빈타인현은 1시진, 8사를 관할하고 있다.

### 시진
- 빈타인 시진 (Thị trấn Vĩnh Thạnh, 永盛市鎭)

### 사
- 빈하오 사 (Xã Vĩnh Hảo, 永好社)
- 빈히엡 사 (Xã Vĩnh Hiệp, 永協社)
- 빈호아 사 (Xã Vĩnh Hòa, 永和社)
- 빈낌 사 (Xã Vĩnh Kim, 永金社)
- 빈꽝 사 (Xã Vĩnh Quang, 永光社)
- 빈선 사 (Xã Vĩnh Sơn, 永山社)
- 빈틴 사 (Xã Vĩnh Thịnh, 永盛社)
- 빈투언 사 (Xã Vĩnh Thuận, 永順社)